# Official Halloween Parody
Official Halloween Parody ist eine Pornofilm-Parodie aus dem Jahr 2011 über den Film Halloween – Die Nacht des Grauens.

## Inhalt
Sogar Haddonfield, Illinois, hat das Böse noch nie so verdreht gesehen. Als Michael Myers aus dem Shady Knobs Asylum ausbricht, wo er jahrelang wegen Mordes an seiner Schwester eingesperrt ist, ist Dr. Loomis so besessen von dem entfesselten Bösen, dass er in einen sexuellen Rausch gerät, dem die wunderschöne, mit Latex bekleidete Krankenschwester Marion glücklich ist sich hinzugeben. Währenddessen geht Michael direkt nach Haddonfield, wo die nerdige Laurie Strode damit beschäftigt ist, ihre Jungfräulichkeit gegen ihre Nachbarn Lynda, Annie und Bob zu verteidigen. Michael greift diese mutwilligen Verlierer auf und nimmt verschiedene Halloween-Verkleidungen, um sie zu verfolgen. Als Laurie nachforscht, ist sie entsetzt über die Spur der Leichen, die sie findet, und sieht sich Michael gegenüber. Laurie versucht alles, um sich zu verteidigen, aber es ist Dr. Loomis, der den Job beendet und ihn schließlich davon überzeugt, dass das Böse verschwunden ist.

## Veröffentlichung
Der Film wurde am 21. Juni 2011 vom Studio Zero Tolerance Entertainment veröffentlicht. Damit erschien er zeitlich nahe an einer zweiten Pornofilm-Parodie von Smash Pictures ("Halloween XXX Porn Parody"). Die DVD enthält neben dem 116 Minuten langen Pornostreifen etwa eine halbe Stunde Material von Dreh, Castings und Interviews.